# Kagbelen

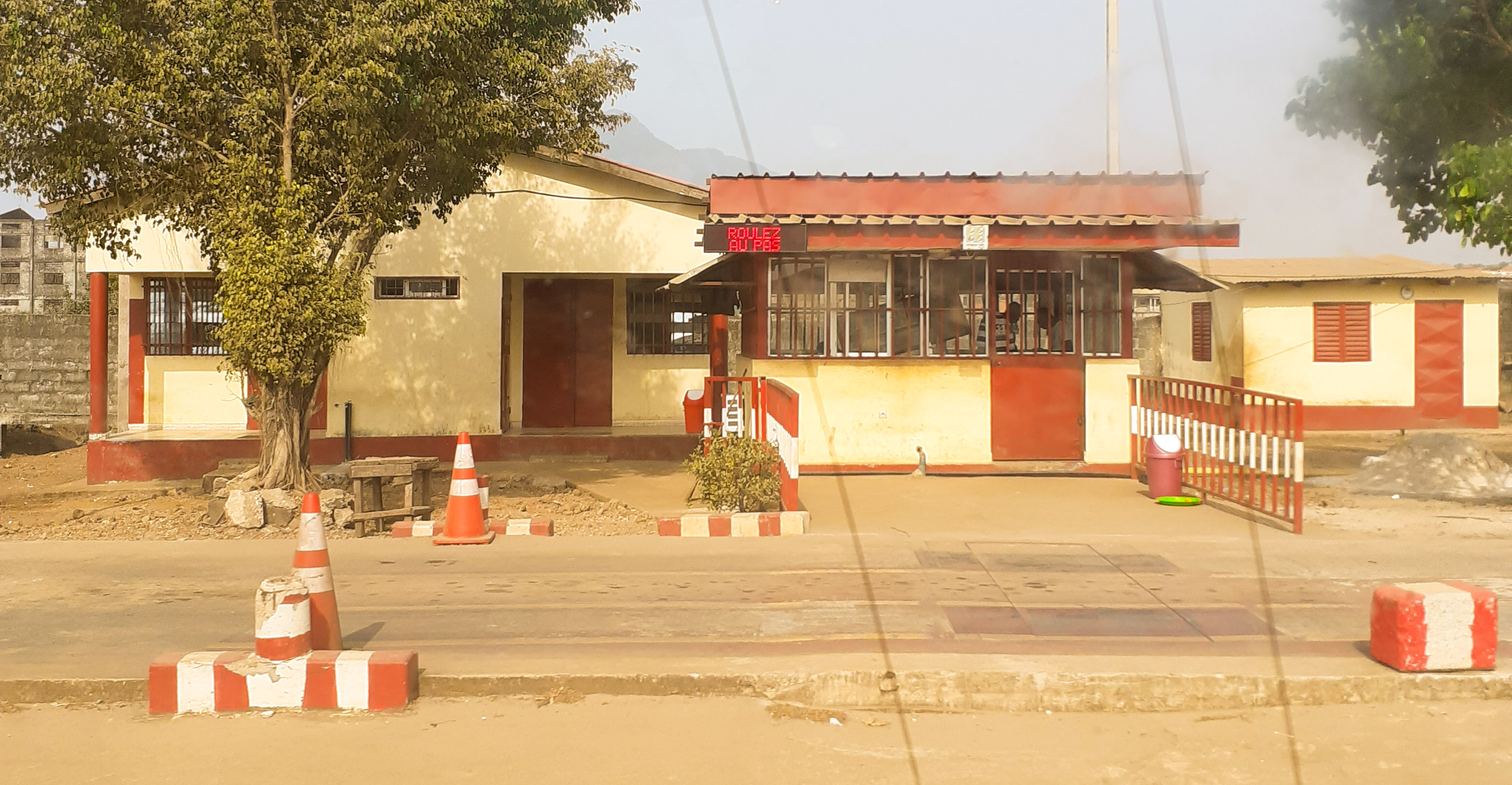
Contrôle de péage à Kagbélen.

Kagbelen (Kagbelin) est une ville industrielle et une des douze communes constituant la ville de Conakry, capitale de la Guinée.

## Histoire
Relevant de la commune de Dubreka, Elle est ériger en commune en janvier 2024, le CNT approuve le nombre de commune de Conakry à douze sur proposition du ministère de l'administration du territoire dont Gbessia, Tombolia, Lambagni, Sonfonia, Kagbelen et Sanoyah.

## Situation géographique
La commune urbaine de Kagbelen dont le chef-lieu est Kagbélen plateau, elle est limitée au sud par la route Leprince, au nord par la rivière séparant Kénendé et Nèguèyah, à l’ouest par la transversale numéro 8 (T8), à l’est par le quartier Bondabon dans la préfecture de Dubréka et le quartier Gomboyah dans le commune de Manéah.

## Administration
En avril 2024, le MATD confie la gestion des nouvelles communes à des délégations spéciales
| N° | Nom            | intituler | Debut       | fin      | motif |
| -- | -------------- | --------- | ----------- | -------- | ----- |
| 01 | Kalidou Diallo | President | avril 2024, | En cours |       |
|    |                |           |             |          |       |

## Infrastructures
Kagbelen est une ville industrielle notamment avec ses usines de ciment, farine et tôles. Plusieurs projets industriels sont prévus comme l'usine de transformation des engrais et de biogaz, une raffinerie, etc. Kagbélen est aussi le terminus du train Conakry Express. Elle a un Port sec qui, lorsqu'il sera relié au Port autonome de Conakry recevra les conteneurs grâce à la voie ferrée.
Le 18 avril 2023, l'échangeur Paul Kagame de Kagbelen est inauguré par Mamadi Doumbouya et Paul Kagame du Rwanda.